# ロシアによるウクライナ4州の併合宣言
ロシアによるウクライナ4州の併合宣言（ロシアによるウクライナ4しゅうのへいごうせんげん）は、2022年ロシアのウクライナ侵攻下の同年9月30日、ロシア連邦大統領ウラジーミル・プーチンが行った、ウクライナ東部・南部4州（ドネツク州、ルガンスク州、ザポリージャ州、ヘルソン州）の併合宣言である。
この併合はロシア連邦議会によって承認され、プーチン大統領は翌10月5日、これら4州をロシア連邦に編入するための「条約」の批准法案と国内法改正案に署名し、ロシア連邦としての法的手続きを完了した。
ウクライナ政府やそれを支援する西側諸国だけでなく、複数の第三国、国際連合事務総長などは、併合宣言に先立つロシア占領下のウクライナでの2022年の併合住民投票実施が発表された段階から、4州のウクライナからの分離やロシア編入を認めないことを表明してきた。併合手続き時点で、2022年ウクライナ夏季の反転攻勢により4州の一部地域はウクライナ軍が奪還しており、ロシア連邦軍や親ロシア派勢力の実効支配は4州全域には及んでいない。

## 概要
ロシア占領下のウクライナ4州で2022年9月23日から27日にかけて実施された「住民投票」では、ロシア編入への賛成が各州とも90％前後だったと発表されたが、ロシア側が「選挙管理委員会」を運営し、兵士や警官が戸別訪問に同行して投票を求めるなど公正とは言い難い方法だった。
ロシアのプーチン大統領は9月29日、4州のウクライナからの「独立」を一方的に承認する大統領令に署名。翌9月30日には首都モスクワのクレムリンでおよそ40分間の演説を行い、投票結果について、4州住民が「あり得る唯一の選択をした」と発言。「（併合は）数百万の人々の意思であり、ルガンスク、ドネツク、へルソン、ザポロジエ（ザポリージャ）に住む人々は永遠にわれわれの同胞となる」などと主張し、演説後に同4州の親露派代表（ドネツクのデニス・プシーリン、ルガンスクのレオニード・パセチニク、ヘルソンのヴォロディミール・サルド、ザポリージャのエフゲニー・バリツキー）との間でそれぞれの地域をロシアが「併合」することを定めた「条約」を結んだ。30日夕方には赤の広場の集会で演説し、「ウクライナをつくったのはロシアであり、4州の住民が投票によって歴史的な祖国であるロシアと一緒になることを選んだ。おかえりなさい」などと語った。
タス通信によると、ロシア憲法裁判所は10月2日にこの併合条約を合憲と判断しており、ロシア連邦の地方区分としては、同国がウクライナ侵攻直前に独立を承認した「ドネツク人民共和国」「ルガンスク人民共和国」はその名称のまま、他の2州は州とする。ロシアの国内法では領土の併合には「外国からの要請」が必要と定められており、住民投票における質問項目は、「ドネツク人民共和国」「ルガンスク人民共和国」ではロシアへの編入に賛成するか、他の2州では独立国になったうえでロシアへの編入に賛成するかだった。
ロシア側当局者によると、併合対象地域の面積は11万3000平方キロメートルで、編入により「ロシア国民」が500万～600万人増える。ウクライナ政府は2021年時点で、4州の人口をドネツィク州は約410万人、ルハンスク州は約210万人、へルソン州は約100万人、ザポリージャ州は約160万人と推計していたが、その後は戦火による死亡や域外避難、ロシアによる拉致などにより変動しているとみられる。ロシアは住民投票や併合宣言前から、ザポリージャ州とへルソン州で住民のロシア国籍取得手続きを簡素化したり、ロシア・ルーブルを通貨として流通させたりするなど占領地のロシア化政策を進めてきた。
ロシア政府によると、ムィコラーイウ州でロシア軍が占領している一部地域も、へルソン州の併合地に含まれると解釈している。

## ウクライナの対応
ウクライナ政府は、2014年のロシアによるクリミアの併合を含めて法的効力を認めておらず、東南部への反攻作戦を継続している。ウクライナ保安庁は併合宣言前の段階で、「住民投票」に協力した4000人を特定しており刑事訴追を進めると発表している。
ウクライナの大統領ウォロディミル・ゼレンスキーは今回の行動を猛烈に批判し、対抗処置として、北大西洋条約機構（NATO）への加盟申請を進めることを表明した。ゼレンスキー大統領は、ウクライナは事実上NATOの同盟国であり、これを「法的な形にすることを申請する」と説明した。
10月4日にはプーチン大統領との和平交渉は「不可能」であるとする法令に署名した。ゼレンスキー大統領は「ロシアとの交渉の用意はあるが、別の大統領とだ」と発言したほか、この法令はウクライナ国家安全保障・国防会議が所管し、親ロシア派地方当局によるロシア編入に向けた動きを規制する狙いもあると報道されている。
ロシア連邦憲法は2020年の改正で領土割譲を禁じており、日本の慶応大学准教授である鶴岡路人は、併合宣言によりロシアにとって和平合意は不可能になるとの見解を示した。

## 国際社会の反応

2022年10月12日に採択された国際連合総会決議ES-11/4の賛否を表した世界地図。
賛成: 143
反対: 5
棄権: 35
欠席: 10

### 国際連合
国際連合の事務総長アントニオ・グテーレスは29日、「併合のためのいかなる決定も法的な価値を持たず」、国連憲章と国際法違反であると非難した。
併合宣言後の同日、国際連合安全保障理事会では、ウクライナ4州における「住民投票」を非難し、それを根拠としたロシアへの併合を認めないとする決議案がアメリカ合衆国とアルバニアにより提出され10カ国が賛成したが、ロシアの拒否権発動で否決された（中華人民共和国、インド、ブラジル、ガボンが棄権）。
10月12日、国連総会の緊急特別会合で、ロシアによるウクライナ4州併合は無効だとする決議が143か国の賛成により採択された。

### G7
主要国7か国（G7）外相は「最も強い言葉で非難する」という共同声明を発表、併合を断じて容認しない旨を表明した。

### NATO
NATO事務総長イェンス・ストルテンベルグは、侵攻以来「最も深刻なエスカレーション」であると批判した。ウクライナからの加盟申請については中欧・東欧のNATO加盟9か国が10月2日に支持声明を発表したが、全ての加盟国の同意を得るのは困難とみられ、ストルテンベルグも、ウクライナの自衛支援が優先課題という見解を示している。

### 各国
- アメリカ合衆国 - 宣言前の9月29日、アメリカ合衆国大統領ジョー・バイデンは「ウクライナの主権領土を自分たちのものだとするロシアの言い分を決して、決して、決して認めない」と述べた[9]。併合宣言を受けて対ロシア制裁を拡大し[4][26]、9月30日発表分では、ロシア連邦中央銀行総裁エリヴィラ・ナビウリナやロシア連邦議会議員ら約280人の資産凍結・金融取引制限などを盛り込んだ[27]。バイデン政権は10月4日にはウクライナへの追加軍事支援（6億2500万ドル相当）を発表した[28]。

- イギリス - これまで制裁の対象にしていなかった、ロシア連邦中央銀行の総裁エリヴィラ・ナビウリナに対して、資産凍結、イギリスへの渡航禁止の処置をとった[4]。

- フランス - エマニュエル・マクロン大統領は9月30日、併合宣言を違法と非難し、ウクライナが「ロシアの侵略に立ち向かい、全領土で完全な主権を回復するため」支援すると声明した[29]。

- イタリア - 9月の国政選挙で勝利した「イタリアの同胞」党首ジョルジャ・メローニは10月4日、ウクライナのゼレンスキー大統領と電話協議し、併合宣言は「法的にも政治的にも価値はない」と効力を否定した[28]。

- 日本 - 岸田文雄内閣総理大臣は併合宣言があった9月30日、ゼレンスキー大統領と電話会談を行い、その中で併合を「ウクライナの主権と領土の一体性を侵害するもので、国際法違反だ。決して認めてはならず、強く非難する」と批判した。

- トルコ - トルコ外務省は声明で、ロシアによるウクライナの東部・南部4州の併合について「国際法の原則に対する重大な違反だ」と述べ、容認しないと表明した[30]。

- セルビア - 東欧では親ロシア感情が強い国であるが、セラコビッチ外相が住民投票の段階で「領土保全や国境不可侵の原則を守る」セルビアの政策に反すると非難した[31]。

- カザフスタン - カザフスタン外務省は「ウクライナの領土一体性を支持する」と住民投票の段階で表明した[31]。